# Nástroj
Nástroj je pracovní prostředek, pomůcka k zpracování něčeho (pracovní nástroj, řemeslnický nástroj, chirurgický nástroj aj.), příp. výrobní pomůcka sloužící při ručním nebo strojním obrábění ke změně velikosti nebo tvaru opracovávaného předmětu, k upnutí předmětu atp.
Jednoduchá samostatná součást většího systému, která rozšiřuje schopnost tohoto systému působit na okolí. Základní nástroje, používané přímo člověkem, vycházejí obvykle z principu jednoduchých strojů a obvykle zvyšují schopnosti lidských rukou, popřípadě nohou. Za nástroj jsou označovány i jednodušší součásti větších strojů (např. soustružnický nůž). Obecně v průmyslu existuje soustava stroj-nástroj-upínač (přípravek)- obrobek (výkovek) apod. pro technologii obrábění, tváření atd.
Nástroj – prostředek k uskutečnění určité činnosti, eventuálně slouží k vyjádření výsledků k dané činnosti. Nástroj bývá svázán s určitou konkrétní technikou či s nějakým reálným technologickým či společenským postupem či procesem. Pro vývoj však není třeba technologií rozumět.

## Historie
Nejstaršími doloženými jsou nástroje kamenné (přes 2,6 miliónu let staré), obvykle vyrobené z lávy nebo ze silicitů a křemenů (sekáče, protobifasy, otloukače, drasadla, škrabadla aj.). Starší artefakty nemusejí být nástroji a mohou je vyrábět i šimpanzi. Později se typickým nástrojem stává pěstní klín. Nástroje se vyráběly z předmětů nalezených v přírodě. Postupně se nástroje miniaturizují.
Existují také hypotézy o možném využívání nástrojů druhohorními dinosaury. Tyto domněnky však zatím zůstávají pouze v rovině nepodložených spekulací.

## Pracovní nástroje

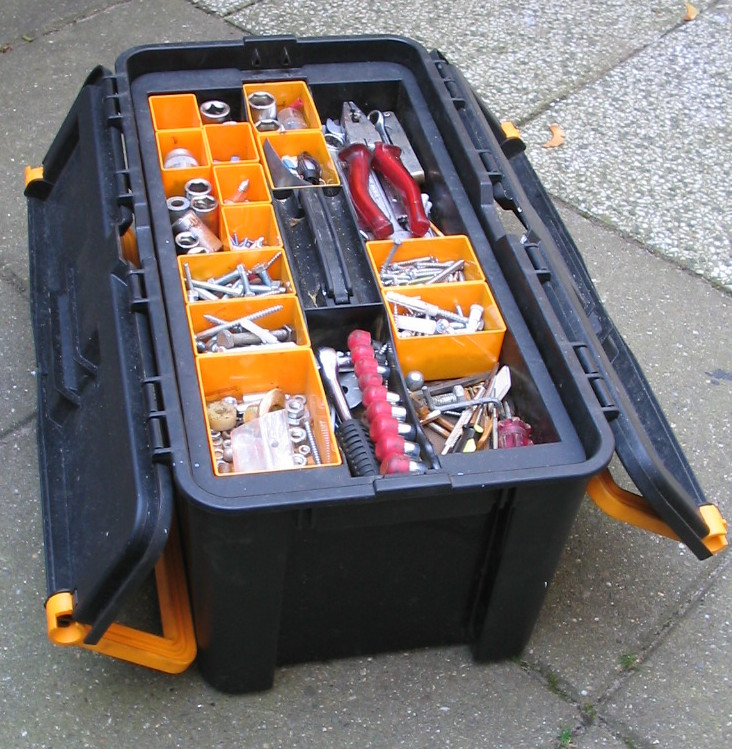
Nosič na nářadí

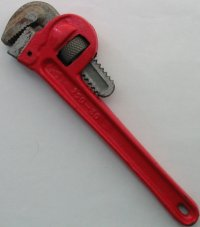
Typ těžkého nářadí - francouzský klíč

- brousek
- cedník
- cep
- cepín
- dláto
- drátěnka
- důlčík
- hoblík
- hrábě
- hustilka
- instalatérský zvon
- kancelářská sešívačka
- kartáč
- kladivo
- kleště
- klíč
- kosa
- koště
- krumpáč
- kružítko
- křesadlo
- křivítko
- lopata
- lžíce
- motyka
- naběračka
- nádrh
- nebozez
- nůž
- nůžky
- ocílka
- oškrt
- otvírák na konzervy
- páčidlo
- párátko
- pila
- pilník
- pinzeta
- plnicí pero
- pohrabáč
- poříz
- pravítko
- průbojník
- připínáček
- ruční šlehač
- rýč
- rydlo
- sekáč
- sekera
- síto
- skalpel
- sklíčidlo
- smeták
- smirkový papír
- sochor
- srp
- stěrka
- struhadlo
- struhák
- svěrák
- jehla
- jehla
- šídlo
- škrabka
- šoufek
- špachtle
- špendlík
- šroubovák
- štětec
- štětka
- tužka
- úhelník
- vařečka
- vidle
- kopáč
- vrták
- vývrtka
- zarážka
- závitník
- zubní kartáček
- žiletka

### Měřidla
- pásmo
- skládací metr
- pravítko
- trojúhelník
- úhloměr
- svinovací metr
- olovnice
- vodováha
- přesýpací hodiny

### Počítadla
- logaritmické pravítko
- kuličkové počítadlo

Dle kontextu může být k pojmu „nástroj“ synonymem pojem „nářadí“, který může také vyjadřovat sadu nástrojů. Sada nástrojů určených k jiné než řemeslnické činnosti se může označovat náčiní (tělocvičné náčiní, rybářské náčiní apod.).

## Hudební nástroj
Hudební nástroj je zařízení (nástroj) k vydávání tónů a zvuků používaných v hudbě; prostředek k provozování hudby.

## Nástroje v živočišné říši
Nástroje využívají i někteří živočichové ve volné přírodě k dosažení potravy, např.
- vyšší primáti: stébla trav a klacíky při lovu termitů v termitišti či mravenců v mraveništi; kamenná kladiva, kamenné kovadliny, balanční klíny při rozbíjení tvrdých skořápek;[7] dřevěné a kamenné nástroje ke krájení plodů chlebovníku afrického (Treculia africana) šimpanzi hornoguinejskými v pohoří Nimba, na hranicích Libérie, Guiney a Pobřeží slonoviny;[8][9]
- vydra mořská: kamenná kladiva, kamenné kovadliny k otevírání schránek mlžů;[10]
- vrána novokaledonská (Corvus moneduloides): užívá klacíky aj. a upravuje je, aby vytáhla ukrytý hmyz.

Používání daného nástroje se mohou evolučně naučit již během několika let.
K naučení se užívání nástrojů ale nemusí být potřeba nápodoba či evoluce v několika generacích. Odborníci se v definici používání nástrojů v živočišné říši neshodují;[zdroj?] případným dalším příkladem je chobotnice žilkovaná (Amphioctopus marginatus): na mořském dně je schopna přenést skořápky kokosových ořechů a při ohrožení je spojit a vytvořit kulovitou skrýš.

## Význam slova „nástroj“
Význam slova „nástroj“ je také: prostředek sloužící k uskutečňování (provádění, šíření, dosažení) něčeho. Příklady použití: právní nástroj, resp. nástroj práva, administrativní nástroj, územní plánování jako nástroj veřejné správy, nástroj obrany proti terorismu, marketingový nástroj, nástroj cizí vůle, „udělejte ze své vůle nástroj svého jednání“ apod.